# Ми українські партизани
«Ми українські партизани» — твір, створений в Українській РСР і в даний час є у суспільному надбанні України.                             

## Історія
Пісня була опублікована  в 1941 році.

## Текст пісні
1. Ми українські партизани – Нащадки славних козаків – Щоб нарід визволить з кайданів, Ми б’єм проклятих ворогів.
2. Лунають сурми – близько воля. Вже рветься серце, кличе кров,  В огні кується наша доля,  Встають заковані з оков.
3. Ми українські партизани –  Не знаєм, шо таке є страх.  Родини наша – вирізана,  А хата – в лісі, у ярах.
4. Ми українські партизани –  Рушаєм лавами у бій.  За нашим прикладом повстане  Народ пробуджений як стій![3]